# Robert Schwede
Robert Konstantin Schwede (russisch Роберт Густавович Шведе, * 24. Novemberjul. / 6. Dezember 1806greg. in Moiseküll; † 16. Julijul. / 28. Juli 1871greg. in Gräfenfeld bei Lemsal) war ein deutsch-baltischer Bildnis- und Landschaftsmaler.

## Leben
Schwede war ein Sohn des Gutsverwalters Gustav Friedrich Schwede und der Julie, geborene Kley. Er trat zwei Mal in den Stand der Ehe, seine zweite Gattin war Elisabeth, geborene Horst. Seine Söhne, die Wirklichen Staatsräte Johann (* 1855) und Leopold (1864–1950) stammen je aus einer der beiden Ehen des Vaters. Theodor Schwede (1819–1863) war sein Vetter.
Das Talent Schwedes wurde von Carl Timoleon von Neff erkannt, der ihm von dort an ein Lehrer, Vorbild und Förderer war. Er wurde Schüler an der Sankt Petersburger Akademie. 1847 verlieh ihm die Sankt Peterburger Akademie den Titel freier Künstler (Akademiker). Robert Schwede war in Sankt Petersburg aktiv, wo er zu den beliebtesten Porträtmalern zählte. 1852 erwarb er das Gut Dannenberg in Kurland und war seither in Riga tätig.